# Jessie Tarbox Beals
Pour les articles homonymes, voir Beals.
Jessie Tarbox Beals, née le 23 décembre 1870 à Hamilton (Ontario, Canada) et morte le 30 mai 1942 à New York (États-Unis), est une photographe américaine, connue pour sa tenacité, sa capacité à ouvrir les portes qui veulent lui rester fermées.
Elle est la première femme photojournaliste aux États-Unis à être publiée et la première femme à faire de la photographie nocturne. Elle est principalement connue pour ses clichés de l'Exposition universelle de 1904 à Saint-Louis (Missouri) et du quartier new-yorkais de Greenwich Village.

## Biographie
Son nom de naissance est Jessie Richmond Tarbox. Elle est née le 23 décembre 1870 à Hamilton, en Ontario. Elle est la plus jeune enfant de John Nathaniel Tarbox et de Marie Antoinette Bassett. John Tarbox était un fabricant de machines à coudre, et son partenariat avec la plus grande entreprise de machines à coudre du Canada a fait la réussite de la famille Tarbox. Cependant, lorsque Jessie Richmond Tarbox a sept ans, son père perd toutes ses économies dans un mauvais investissement et commence à boire. Il finit par quitter la maison à l'insistance de la mère de Beals, qui brode alors et vend certains des biens de la famille pour maintenir le revenu familial.
Dès ses dix-sept ans, elle obtient un brevet d'enseignement. Elle commence à enseigner dans une école à classe unique à Williamsburg, une petite ville du Massachusetts d'environ 2 000 habitants, où son frère Paul vit également à l'époque. En 1888, elle gagne un appareil photo, associé à une offre d'abonnement d'un magazine, Youth's Companion,. L'appareil est petit et rudimentaire, mais elle s'essaye à la photographie sur son temps libre et commence à l'utiliser pour prendre des photos de ses élèves et de leur environnement. Puis elle s'aperçoit que les étudiantes du Smith College, une université pour jeunes femmes située à proximité, sont prêtes à payer la réalisation d'un portrait photographique, et que cette activité est plus rémunératrice que l'enseignement. Elle achète bientôt un appareil Kodak de meilleure qualité et installe le premier studio de photographie de Williamsburg devant sa maison, bien que la photographie reste encore un passe-temps,.
En 1893, elle accepte un nouveau poste d'enseignante, à Greenfield cette fois, toujours dans le Massachusetts. La même année, elle visite l'Exposition universelle de Chicago. À cette exposition, son intérêt pour les voyages et la photographie est renforcé par sa rencontre avec Frances Benjamin Johnston et Gertrude Käsebier. En 1897, elle épouse Alfred Tennyson Beals, machiniste d'usine.
En 1899, Beals reçoit sa première commande professionnelle comme photographe, lorsqu'un journal, le Boston Post, lui demande de photographier la prison d'État du Massachusetts. Jessie Tarbox Beals apprend à son mari, Alfred, les bases de la photographie, en fait son assistant, et le couple se met à travailler comme photographes itinérants en 1900. Les photographies sont publiées dans des journaux locaux. Elle est ainsi créditée pour la première fois, cette année 1900, pour ses œuvres photographies dans une publication, le Windham County Reformer.
Le couple s'installe peu de temps après à Buffalo, dans l'État de New York. Jessie Tarbox Beals est embauchée comme photographe par le Buffalo Inquirer et le Buffalo Courier,. Ces postes font d'elle la première femme photojournaliste. Elle est appréciée par les journaux et les citoyens de Buffalo. Elle travaille pour ces publications jusqu'en 1904, date à laquelle elle part prendre des photos de l'Exposition universelle de 1904, à Saint-Louis (dans le Missouri),. Pour cette exposition universelle, elle obtient un accès presse pour la pré-exposition, bien que sa demande soit tardive, et n'hésite pas à grimper dans des échelles et à sauter dans une montgolfière pour obtenir des photographies qui l'intéressent, bien que le matériel de l'époque  soit fragile (appareil photo à plaques de verre) et lourd (une vingtaine de kilos).
Sa production photographique est ensuite variée : reportage sur les populations amérindiennes, reportage sur des villes et des conditions de logements difficiles, reportage sur des procès, défilé de suffragettes, visites présidentielles, etc.. Elle se montre d'une grande ténacité pour obtenir des clichés. Ainsi, lors d'une mission pour un procès pour meurtre, elle  enfreint une règle qui interdit les photographies dans la salle d'audience en escaladant une haute bibliothèque jusqu'à une fenêtre pour prendre une photo de la salle avant d'être détectée. Elle part aussi à la conquête de New York, parcourant les rues de Manhattan jour et nuit. Son attention se porte bientôt sur le quartier de Greenwich Village. C’est un quartier à l'époque mal famé, mais aussi choisi par des artistes, des bohèmes, des poètes, des diseuses de bonne aventure et des antiquaires non conformistes. Elle y installe une galerie, se sépare de son mari pour y vivre et vend des clichés, y compris au format carte postale,.
Elle meurt en 1942, au Bellevue Hospital de New York.